# Conspiracy (альбом)
Conspiracy [kən’spɪrəsɪ], (с англ. — «Сговор») — студийный концептуальный альбом Кинга Даймонда, выпущенный Roadrunner Records в 1989 году. Является продолжением дилогии о сумасшедшей бабушке Кинга и их старом доме, первой частью которой стал альбом «Them».
Стал последним альбомом, в записи которого принимал участие ударник Микки Ди (в то время уже как сессионный музыкант). Инструментальная композиция «Cremation» использована в качестве одного из саундтреков в компьютерной игре Brütal Legend, вышедшей в 2009 году.

## Краткий сюжет
Взрослый Кинг возвращается в дом Эймона, чтобы восстановить своё законное право в качестве наследника. Однако, оставшиеся без ответа вопросы о смерти его сестры, причастность матери с доктором Ландау и его собственное безумие — всё это становится трудным, если не непреодолимым препятствием.
Он заключает сделку с «Ними», чтобы вернуть «Им» контроль над домом в обмен на возможность снова увидеться с его убитой сестрой Мисси, полагая, что она поможет ему ответить на некоторые из его вопросов. Соглашение было достигнуто, и ночью Мисси возвращается из могилы помочь Кингу раскрыть некоторые «Их» тайны. Но она всего лишь призрак и не может спасти его от тайного сговора между матерью и доктором, старающихся избавиться от Кинга и завладеть домом. Мисси пытается предупредить брата об опасности. Но коварный план всё же осуществлён. Альбом заканчивается обещанием Кинга преследовать мать даже из могилы.

## Список композиций
Все тексты написаны Кингом Даймондом.
| №   | Название                         | Автор(ы)                  | Длительность |
| --- | -------------------------------- | ------------------------- | ------------ |
| 1.  | «At the Graves»                  | Кинг Даймонд              | 8:56         |
| 2.  | «Sleepless Nights»               | Кинг Даймонд, Энди Ла Рок | 5:05         |
| 3.  | «Lies»                           | Кинг Даймонд              | 4:22         |
| 4.  | «A Visit From the Dead»          | Кинг Даймонд, Энди Ла Рок | 6:12         |
| 5.  | «The Wedding Dream»              | Кинг Даймонд              | 6:01         |
| 6.  | «"Amon" Belongs to "Them"»       | Кинг Даймонд, Энди Ла Рок | 3:52         |
| 7.  | «Something Weird» (Instrumental) | Энди Ла Рок               | 2:07         |
| 8.  | «Victimized»                     | Кинг Даймонд, Энди Ла Рок | 5:21         |
| 9.  | «Let It Be Done»                 | Кинг Даймонд              | 1:13         |
| 10. | «Cremation» (Instrumental)       | Кинг Даймонд              | 4:12         |

## Бонус-треки ремастер-версии
| №   | Название                        | Автор(ы)     | Длительность |
| --- | ------------------------------- | ------------ | ------------ |
| 11. | «At the Graves (Alternate Mix)» | Кинг Даймонд | 7:18         |
| 12. | «Cremation (Live Show Mix)»     | Кинг Даймонд | 4:12         |

## Участники записи
- Кинг Даймонд — вокал
- Энди Ла Рок — гитара
- Пит Блакк — гитара
- Хал Патино — бас-гитара

### Сессионные музыканты
- Микки Ди — ударные
- Роберто Фалькао — клавишные